# هنري هوب (مصرفي)
هنري هوب هو مصرفي هولندي، ولد في 1735 في كوينسي في الولايات المتحدة، وتوفي في 25 فبراير 1811 في لندن في المملكة المتحدة.